# Daytime
Daytime es un protocolo de comunicaciones entre computadoras que usa el puerto 13 (TCP y UDP). Está definido en la RFC 867.
El protocolo Daytime proporciona un servicio horario que envía la fecha y hora actuales como cadena de caracteres desde un servidor. Dicha cadena de caracteres se recomienda sea limitada a caracteres imprimibles (caracteres ASCII del 32 al 128, según RFC 20), espacio, salto de línea y Retorno de carro (aunque debería ser una sola línea). 
En cuanto a la sintaxis de la cadena de caracteres devuelta no existe una recomendación específica aunque ponen como ejemplo, para el idioma inglés, en la forma de día de semana, mes y día de mes, año y hora de zona (UTC) como también el formato utilizado en el SMTP (RFC 2822). Para el uso específico de fecha hora entre ordenadores ver Time Protocol y Network Time Protocol.